# Filòtera
Filòtera (grec antic: Φιλωτέρα, Filōtèrā; Alexandria, 315/309 aC - 282/268 aC) va ser una princesa làgida, filla de Ptolemeu I i de Berenice I.

## Biografia
Filòtera era filla de Ptolemeu I Soter i Berenice I d'Egipte. Tenia una germana gran, Arsínoe II, i un germà petit, el futur faraó Ptolemeu II Filadelf. Dels matrimonis anteriors dels seus pares, Filòtera va tenir diversos mig germans, tant per part de mare com per part de pare.
Poc se sap de la seva vida. Filòtera va morir algun temps després de l'ascens de Ptolemeu II al tron d'Egipte i abans que Arsínoe II morís. El fet que Filòtera hagués mort abans que la seva germana ho demostra un himne escrit per Cal·límac a la mort d'Arsíoe II.
Filòtera no es va casar mai, probablement per alguna discapacitat física que desconeixem. La seva germana Arsínoe II i les seves germanastres Lisandra, Ptolemaida, Teoxena i Antígona es van casar amb governants hel·lenístics mitjançant matrimonis dinàstics dissenyats pel seu pare, o en el cas de Ptolemaida la seva mare Eurídice.
Després de la mort de Filòtera, Ptolemeu II la va divinitzar i va erigir un temple en el seu honor a Alexandria. Grecs i egipcis la van adorar juntament amb Arsínoe II, i Ptolemeu II va crear un culte religiós en el seu honor.

## Ciutat
Filòtera era l'antic nom de Safaga a Egipte. Va ser fundada per Sàtir (grec antic: Σάτυρος) i va rebre el seu nom en honor a la germana difunta de Ptolemeu II Filadelf.